# 服部栄三
服部 栄三（はっとり えいぞう、1920年11月1日 - 2008年1月27日）は、日本の法学者。

## 人物・来歴
京都市出身。第三高等学校卒、1943年東京帝国大学法学部政治学科卒、1962年「団体法の研究 株式会社法を中心として」で東北大学・法学博士。
1945年10月東大法学部助手、1947年北海道大学法文学部助教授、1950年同志社大学法学部助教授、52年教授、1957年東北大学法学部教授、72年法学部長、84年定年退官、名誉教授。没後正四位。

## 著書
- 『会社法提要』ミネルヴァ書房, 1954
- 『会社法原理』ミネルヴァ書房, 1957
- 『演習会社法』法学書院, 1963
- 『株式の本質と会社の能力』有斐閣, 1964
- 『手形・小切手法』商事法務研究会, 1967
- 『入門銀行取引法講座 第2 為替・手形交換』金融財政事情研究会, 1969
- 『会社法』（学説判例事典） 東出版, 1970
- 『会社法』(法律学全書) ミネルヴァ書房, 1971
- 『商法総則』（現代法律学全集） 青林書院新社, 1972
- 『商法総則講義』文真堂, 1973
- 『銀行初級講座 5　手形小切手法』銀行研修社, 1975
- 『商行為法講義』文真堂, 1976
- 『手形・小切手法綱要』商事法務研究会, 1978.3
- 『商法総則・商行為法講義』文真堂, 1978.3
- 『会社法通論』同文館出版, 1978.4
- 『商法大要 1 （企業形態法）』勁草書房, 1980.3
- 『入門法学全集 10 会社法』日本評論社, 1982.8
- 『商法講義』文真堂, 1983.9
- 『株式会社法全訳 1 （設立・株式機関・計算）』日本評論社, 1994.3
- 『株式会社法全訳 2 （新株・社債・合併・清算）』日本評論社, 1995.3
- 『手形・小切手法綱要』商事法務研究会, 1995.6

### 共編著
- 『法学入門 改訂版』金山正信,恒藤武二共編. ミネルヴァ書房, 1954
- 『商事法辞典』（法律小辞典全書） 鈴木竹雄,北沢正啓共著. 一粒社, 1962
- 『演習商法』柿崎栄治,加藤勝郎共著. 法学書院, 1966
- 『土地家屋の法律百科』（国民の法律相談） 中川善之助監修, 遠藤浩共編. 実業之日本社, 1968
- 『商法』(有斐閣双書 北沢正啓共編. 有斐閣, 1968
- 『商法小事典』（法律学小事典シリーズ） 編著. 有信堂, 1969
- 『夫婦親子と相続・贈与の法律百科』（国民の法律相談） 中川善之助監修, 遠藤浩共編. 実業之日本社, 1969
- 『商取引』（実用法律事典） 中川善之助共編. 第一法規出版, 1971
- 『逐条判例会社法全書』全5巻 菅原菊志共編. 商事法務研究会, 1972-74
- 『手形・小切手事故百科』星川長七,河本一郎共編. 金融財政事情研究会, 1972
- 『ワークブック商法 質問と解答』蓮井良憲共編. 有斐閣選書, 1973
- 『会社法務事故百科』星川長七, 河本一郎 共編. 金融財政事情研究会, 1974
- 『基本法コンメンタール 1-2 改訂版 (別冊法学セミナー Spring/1975)商法 改訂版』星川長七共編 日本評論社, 1975
- 『セミナー法学全集 12 商法. 2 会社』編著 日本評論社, 1975
- 『手形・小切手の基礎』（基礎法律学大系 実用編） 加藤勝郎共編. 青林書院新社, 1976
- 『文献商法学』編. 商事法務研究会, 1977-78
- 『会社法』（同文館基本法双書） 服部栄三 [ほか]編. 同文館出版, 1978.4
- 『私法大要 民商法入門』編著. 勁草書房, 1979.7
- 『内国為替 ノーミス・ノートラブルのための事例詳解 改訂版』（最新事務ミス対策シリーズ） 木村茂共責任編集. 新実業出版社, 1980.12
- 『商法総則・商行為法 概説と基本判例』編. 文真堂, 1980.6
- 『手形・小切手法 概説と基本判例』編. 文真堂, 1980.6
- 『会社法 概説と基本判例』編. 文真堂, 1981.10
- 『ワークブック商法 質問と解答 新版』蓮井良憲共編. 有斐閣選書, 1982.9
- 『注釈商業登記法』加藤勝郎、田辺康平共著. 金融財政事情研究会, 1983.12
- 『正文有限会社法解説』加藤勝郎共著. 日本評論社, 1984.9
- 『有限会社法全訳』加藤勝郎 共著. 日本評論社, 1992.8
- 『文献商法学 続』全5巻・編. 商事法務研究会, 1996-2002
- 『平成会社判例150集』編. 商事法務研究会, 1999.5
- 『平成会社判例175集』編. 商事法務研究会, 2002.2

### 翻訳
- ハンス・ケルゼン『マルクス主義法理論』（社会科学選書）高橋悠共訳. ミネルヴァ書房, 1957
- サヴィニー『法学方法論 （原典法学叢書） 日本評論新社, 1958
- ハンス・ケルゼン『マルクス主義法理論の考察』（ケルゼン選集） 高橋悠共訳. 木鐸社, 1974
- 『ハンス・ケルゼン著作集 2』矢部貞治, 高橋悠,長尾龍一共訳 慈学社出版, 2010.5